# 吉斯凯·尤科
吉斯凯·尤科（波蘭語：Jacek Yerka，1952年—）是波兰一位超现实主义画家。出生于托伦，在托伦哥白尼大学就读期间开始作画。其作品受到耶罗尼米斯·博斯、胡果·范·德胡斯、扬·范·艾克等人的影响。作品多以乡村的田园环境为基础，充满想象力。1995年获得世界奇幻奖最佳奇幻艺术家的殊荣。